# Bembrops nematopterus
Bembrops nematopterus är en fiskart som beskrevs av Norman, 1939. Bembrops nematopterus ingår i släktet Bembrops och familjen Percophidae. Inga underarter finns listade.